# Steve Jurvetson

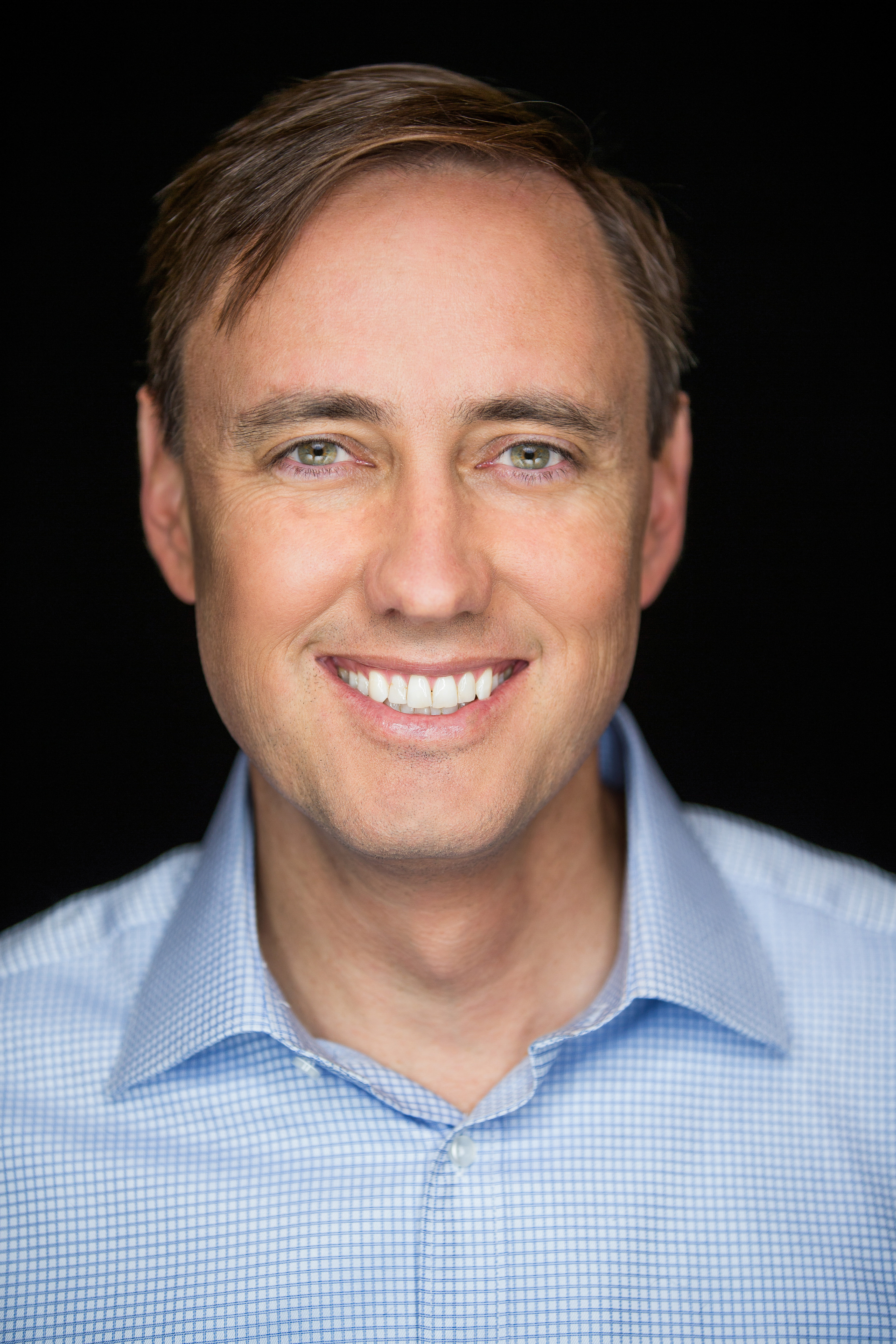
Steve Jurvetson, 2014

Stephen T. Jurvetson (* 1. März 1967 in Arizona, USA als Kind estnischer Einwanderer) ist ein amerikanischer Elektroingenieur, Manager und einer der drei Gründer und heutiger Leiter der großen Wagniskapitalgesellschaft Draper Fisher Jurvetson.
Steve Jurvetson ist Mitglied der Boards of Directors von SpaceX und Synthetic Genomics.

## Biographie
Steve Jurvetson erwarb an der Stanford University zunächst 1988 einen Bachelor und dann 1990 einen Master of Science in Elektrotechnik. Später erwarb er 1995 einen MBA bei der Stanford Graduate School of Business.
1987 bis 1989 arbeitete er als Ingenieur in der Forschung und Entwicklung von Hewlett-Packard. 1990 bis 1993 wirkte als Berater bei Bain & Company. 1994 arbeitete er im Marketing von NeXT Computer und im Produktmarketing von Apple.